# Hillary Scholten

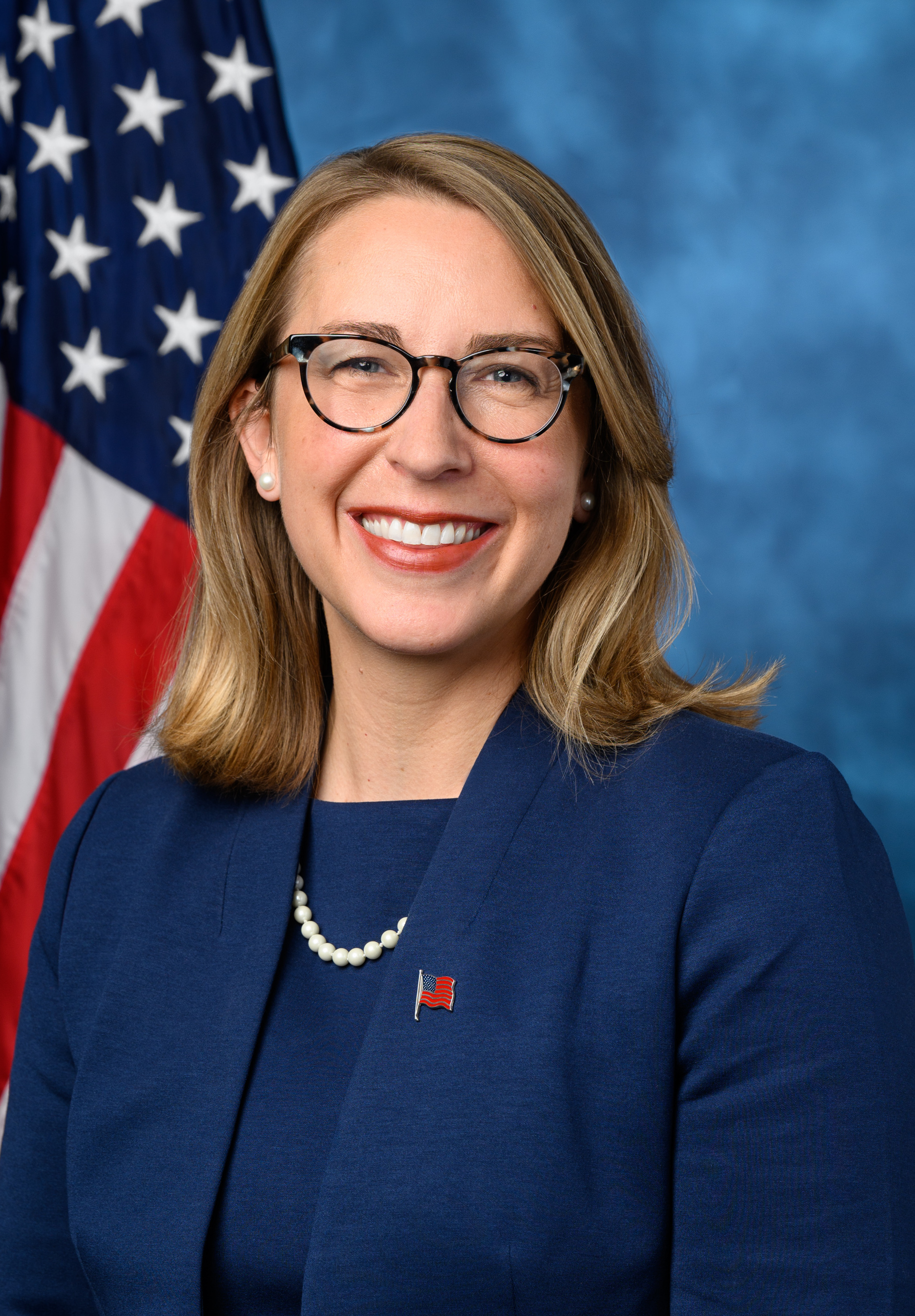
Hillary Scholten (2023)

Hillary Jeanne Scholten (* 22. Februar 1982 in Michigan) ist eine US-amerikanische Politikerin der Demokratischen Partei. Seit Januar 2023 vertritt sie den 3. Distrikt des Bundesstaats Michigan im US-Repräsentantenhaus.

## Leben
Scholten wurde am 22. Februar 1982 als Nachfahre niederländischer Immigranten und Tochter einer Grundschullehrerin und eines Journalisten der Grand Rapids Press geboren. Sie besuchte bis 2000 die Unity Christian High School in Hudsonville und erhielt 2004 einen Bachelor of Arts vom Gordon College und 2011 oder 2012 einen Juris Doctor von der Thurgood Marshall School of Law der University of Maryland. Als Anwalt praktizierte sie als Law Clerk im 2. Bezirk des United States Court of Appeals und von 2013 bis 2017 im Justizministerium der Vereinigten Staaten unter dem Präsidenten Barack Obama und fokussierte sich auf das Ausländerrecht. Auch nach ihrem Dienst im Justizministerium engagierte sie sich im selben Themenbereich für das Michigan Immigrant Rights Center und dem Times Up Legal Defense Fund. Zuvor arbeitete sie als Sozialarbeiterin, als die sie vor allem LGBT unterstützte.
Scholten ist mit Jesse Scholten verheiratet und hat zwei Söhne.

## Politische Laufbahn
Scholten kandidierte 2020 für den Posten der Vertreterin des 3. Distrikts von Michigan im Repräsentantenhaus der Vereinigten Staaten, der bisher vom Libertären Justin Amash vertreten wurde. Der ehemalige Republikaner und Trumpkritiker hatte sich aus dem Rennen zurückgezogen. Nachdem sie in der demokratischen Vorwahl ohne Gegenkandidaten gewonnen hatte, verlor sie mit 47 % der Stimmen gegen ihren republikanischen Gegenkandidat Peter Meijer.
Zwei Jahre später kandidierte sie erneut und konnte erneut einstimmig die demokratische Vorwahl gewinnen. In der Hauptwahl trat sie jedoch unerwartet nicht gegen den republikanischen Amtsinhaber Meijer an, sondern gegen den extrem rechten Trumpanhänger John Gibbs. Meijer verlor nämlich wegen seiner Kritik an rechtsextremen Tendenzen Trumps, der von ihm verbreiteten Verschwörungstheorie um die Big Lie und seine Stimme gegen ihn in seinem zweiten Amtsenthebungsverfahren schon die republikanische Vorwahl. Im Gegensatz zur vorangegangenen Wahl konnte sie mit 54,8 % der Stimmen gewinnen. Sie wurde im Januar 2023 als Mitglied des Repräsentantenhauses des 118. Kongresses vereidigt. Als erste Frau vertritt sie den 3. Distrikt Michigans.
In der Vorwahl zur Kongresswahl 2024 setzte Hillary Scholten klar gegen den Immobilienmakler Salim Al-Shatel durch und trat damit im November 2024 gegen den Rechtsanwalt Paul Hudson von den Republikanern an. Sie besiegte ihren republikanischen Herausforderer mit 53,7 %. Ihre aktuelle Legislaturperiode im 119. Kongress der Vereinigten Staaten dauert bis zum 3. Januar 2027.